# Gran Premio Somma
Le Gran Premio Somma est une course cycliste italienne disputée au mois d'octobre à Somma Lombardo, dans la région de Lombardie. Créée en 1957, cette épreuve est organisée par le Velo Club Sommese. Elle fait partie du calendrier national de la Fédération cycliste italienne.
Des cyclistes italiens réputés comme Guido Bontempi, Claudio Chiappucci ou Stefano Zanini s'y sont imposés avant de briller dans les rangs professionnels.

## Palmarès
| Année | Vainqueur              | Deuxième            | Troisième          |
| ----- | ---------------------- | ------------------- | ------------------ |
| 1957  | Gabriele Scappini      |                     |                    |
| 1958  | Giovanni Bettinelli    |                     |                    |
| 1959  | Sergio Incerti         |                     |                    |
| 1960  | Augusto Marcaletti     |                     |                    |
| 1961  | Alfio Cremona          |                     |                    |
| 1962  | Raffaele Marcoli       |                     |                    |
| 1963  | Alfio Cremona          |                     |                    |
| 1964  | Francesco Plebani      |                     |                    |
| 1965  | Vladimiro Panazzi      |                     |                    |
| 1966  | Vladimiro Panazzi      |                     |                    |
| 1967  | Vladimiro Panazzi      | Erasmo Cogliati     | Carlo Arreni       |
| 1968  | Alfredo Chinetti       |                     |                    |
| 1969  | Arnaldo Caverzasi      |                     |                    |
| 1970  | Emanuele Bergamo       |                     |                    |
| 1971  | Enrico Camanini        |                     |                    |
| 1972  | Pietro Mingardi        |                     |                    |
| 1973  | Alberto Meroni         |                     |                    |
| 1974  | Giovanni Mantovani     |                     |                    |
| 1975  | Flavio Morelli         | Aldo Donadello      | Sergio Consonni    |
| 1976  | Ignazio Paleari        |                     |                    |
| 1977  | Flavio Morelli         | Damiano Marcoli     | Giorgio Casati     |
| 1978  | Maurizio Orlandi       |                     |                    |
| 1979  | Guido Bontempi         |                     |                    |
| 1980  | Manrico Ronchiato      |                     |                    |
| 1981  | Remo Cugole            |                     |                    |
| 1982  | Nicola Vanin           |                     |                    |
| 1983  | Claudio Chiappucci     |                     |                    |
| 1984  | Enrico Pezzetti        |                     |                    |
| 1985  | Marco Saligari         |                     |                    |
| 1986  | Danilo Gioia (it)      |                     |                    |
| 1987  | Massimo Brunelli       |                     |                    |
| 1988  | Stefano Zanini         |                     |                    |
| 1989  | Giuseppe Citterio      | Stefano Zanini      |                    |
| 1990  | Mario Manzoni          |                     |                    |
| 1991  | Marco Artunghi         |                     |                    |
| 1992  | Enrico Pezzetti        |                     |                    |
| 1993  | Roberto Pistore        |                     |                    |
| 1994  | Siro Grosso            |                     |                    |
| 1995  | Davide Sacchetti       |                     |                    |
| 1996  | Carlo Marino Bianchi   |                     |                    |
| 1997  | Alfredo Colombo        |                     |                    |
| 1998  | Andrea Tonti           |                     |                    |
| 1999  | Stefano Guerrini       |                     |                    |
| 2000  | Luca Barattero         |                     |                    |
| 2001  | Luca Barattero         |                     |                    |
| 2002  | Paride Grillo          |                     |                    |
| 2003  | Giairo Ermeti          |                     |                    |
| 2004  | Denis Shkarpeta        |                     |                    |
| 2005  | Antonio Bucciero       | Alex Broggi         | Diego Caccia       |
| 2006  | Paolo Tomaselli        | Manuel Belletti     | Enrico Rossi       |
| 2007  | Giuseppe De Maria      | Pierpaolo De Negri  | Manuel Belletti    |
| 2008  | Pierpaolo De Negri     | Fausto Fognini      | Emanuele Moschen   |
| 2009  | Oleksandr Polivoda     | Emiliano Betti      | Luca Dodi          |
| 2010  | Moreno Moser           | Mirko Nosotti       | Eugenio Alafaci    |
| 2011  | Christian Delle Stelle | Nicola Ruffoni      | Massimo Graziato   |
| 2012  | Oleksandr Polivoda     | Davide Orrico       | Luca Chirico       |
| 2013  | Diego Brasi            | Mirco Maestri       | Alessandro Pettiti |
| 2014  | Michael Bresciani      | Simone Consonni     | Jakub Mareczko     |
| 2015  | Marco Maronese         | Seid Lizde          | Gianmarco Begnoni  |
| 2016  | Michael Bresciani      | Matteo Moschetti    | Marco Maronese     |
| 2017  | Filippo Rocchetti      | Andrea Toniatti     | Jalel Duranti      |
| 2018  | Umberto Marengo        | Samuele Zambelli    | Nicolò Rocchi      |
| 2019  | Filippo Tagliani       | Riccardo Verza      | Leonardo Marchiori |
| 2020  | pas de course          | pas de course       | pas de course      |
| 2021  | Tommaso Nencini        | Francesco Calì      | Samuele Zambelli   |
| 2022  | Federico Iacomoni      | Christian Bagatin   | Nicolò Pettiti     |
| 2023  | Andrea D'Amato         | Giosuè Epis         | Nicolò Arrighetti  |
| 2024  | Riccardo Perani        | Francesco Di Felice | Simone Griggion    |